# 3-Éthylheptane
Le 3-éthylheptane est un hydrocarbure saturé de la famille des alcanes de formule C9H20. C'est l'un des isomères du nonane. Il possède un atome de carbone asymétrique et est donc chiral. Il se présente sous la forme de deux énantiomères,R et S.